# Ніч на роздуми
«Ніч на роздуми» (рос. «Ночь на размышление») — радянський телефільм-спектакль 1989 року, знятий Центральним телебаченням СРСР.

## Сюжет
В обласному театрі молодий режисер репетирує п'єсу про великого керівника, який вирішив перебудувати довірене йому виробництво. У процесі репетиції режисер доходить висновку, що в п'єсі відображена ситуація, в якій перебувають і вони самі, і театр, і вся країна…

## У ролях
- Борис Гусаков — головна роль
- Валерій Гатаєв — головна роль
- Михайло Макєєв — головна роль
- Валерій Баринов — головна роль
- Володимир Симонов — епізод
- Юрій Васильєв — епізод
- Людмила Дребньова — епізод
- Ксенія Мініна — епізод
- Віктор Тульчинський — епізод
- Олександр Міхайлушкін — епізод
- М. Назаров — епізод
- Віктор Борцов — епізод

## Знімальна група
- Режисер-постановник: Сергій Сатиренко
- Автор сценарію  Олександр Косенков
- Оператор-постановник: Є. Павлов